# Juliusz Archelaus
Juliusz Archelaus (ur. zapewne między 20 a 25, zm. po 70) – przedstawiciel dynastii herodiańskiej.
Był synem Aleksasa III Helkiasza, dowódcy wojsk Heroda Agryppy I, króla Judei, i Kypros IV. 
Prawdopodobnie pod koniec 41 roku został zaręczony z Mariamme VI, córką Agryppy I. Poślubił ją w 53 roku. Z tego małżeństwa pochodziła córka Berenika III.
Około 65 roku Mariamme VI rozwiodła się z Juliuszem Archelaosem.
Historyk Józef Flawiusz sprzedał mu jeden z egzemplarzy Wojny żydowskiej.